# Eskimoska

Eskimoska wykonana na rzece górskiej

Eskimoska (przewrotna eskimoska) – technika powrotu do pozycji pionowej w kajaku bez wysiadania z niego. Nazwa wywodzi się od Eskimosów, którzy jako pierwsi ją stosowali. Nauka eskimosek zazwyczaj odbywa się i daje najlepsze efekty na basenie.
Po wywrotce kajakarz znajduje się zwykle pod odwróconym do góry dnem kajakiem, a jego korpus jest całkowicie zanurzony w wodzie. Jeśli ma on założony fartuch, to woda nie naleje się do wnętrza kajaka i po wykonaniu eskimoski może kontynuować płynięcie.      

## Podział eskimosek
Istnieje wiele różnych technik wykonania eskimoski. Można je podzielić na 2 podstawowe grupy, które można podzielić na następujące podgrupy:
- eskimoski śrubowe – stosowane głównie w kajakarstwie górskim
  - śrubowe klasyczne
  - C-to-C
  - śrubowe do tyłu
  - back deck roll (zwane także eskimoskami rodeo)
  - na rękach
- eskimoski dźwigniowe – stosowane głównie w kajakarstwie nizinnym i morskim.